# 比纳斯科
比纳斯科（義大利語：Binasco），是意大利米兰省的一个市镇。总面积3.89平方公里，人口7275人，人口密度1870.2人/平方公里（2009年）。国家统计（ISTAT）代码为015024。